# Нэш, Джонни
Джон Лестер «Джонни» Нэш-младший (19 августа 1940 — 6 октября 2020) — американский исполнитель регги и поп-музыки, ставший известным после выхода в США в 1972 году хита, «I Can See Clearly Now». Он также был одним из первых неямайских певцов, записавших музыку регги в Кингстоне.

## Жизнь и музыкальная карьера
Родился Джон Лестер Нэш-младший в Хьюстоне, штат Техас, карьеру начал как поп-певец в 1950-х годах. Он выпустил четыре альбома для ABC-Paramount. Дебютный альбом выпустил в 1958 году под своим именем. Около 20 синглов были выпущены между 1958 и 1964 на различных лейблах, таких как Groove, Chess, Argo и Warners. Он также пользовался успехом как актёр в начале своей карьеры, появляясь в экранизации пьесы драматурга Луиса С. Петерсона Take a Giant Step. Нэш получил серебряную награду за выступление на Международном кинофестивале в Локарно.
В 1965 году Джонни Нэш и Дэнни Симс основали лейбл Joda Records в Нью-Йорке. Одним из наиболее интересных контрактов был заключён с четырьмя братьями из Ньюпорта, Род-Айленд (9, 11, 15 и 16 лет) под названием The Cowsills; это было до их более позднего контракта с Mercury/Philips, а затем MGM, с которым они записали свой первый хит-сингл с миллионом продаж, «The Rain, The Park & Other Things». Cowsills отправились в студию в Нью-Йорке с сессионными музыкантами и записали ряд песен, таких как «Either you Do Or You don’t» и «You Can’t Go Halfway». В конце концов, Cowsills написали и записали свою собственную песню «All I Really Wanta Be Is Me», которая стала дебютным синглом группы на JODA (J-103).
Нэш записал несколько хитов на Ямайке, где он путешествовал в начале 1968 года, поскольку его подруга имела семейные связи с местным теле- и радиоведущим и писателем Невиллом Уиллоуби. Нэш планировал попробовать развить местный рокстэди звук в США. Уиллоуби представил его местной вокальной группе, Bob Marley and The Wailing Wailers. Члены Боб Марли, Банни Уэйлер, Питер Тош и Рита Марли познакомили его с местной сценой. Нэш подписал все четыре эксклюзивных контракта на запись со своим лейблом JAD, а также эксклюзивный издательский контракт с Cayman music. Аванс был выплачен в виде недельной зарплаты, и Джад также финансировал некоторые из их записей, некоторые с Dragonaires Байрона Ли, а некоторые с другими местными музыкантами, такими как Джеки Джексон и Линн Тейтт. Ни одна из песен Марли и Тоша не имела успеха. В то время было выпущено только два сингла: «Bend Down Low» (JAD 1968) и «Reggae on Broadway» (Columbia, 1972), который был записан в Лондоне в 1972 году на тех же сессиях, что и «I Can See Clearly Now».
«I Can See Clearly Now» разошёлся тиражом более миллиона экземпляров и был награждён золотым диском R. I. A. A. В ноябре 1972 года. «I Can See Clearly Now» достиг № 1 на «Billboard» Hot 100 4 ноября 1972 года и оставался на вершине чарта в течение четырёх недель, а также провёл те же четыре недели на вершине. Альбом «I Can See Clearly Now» включает четыре оригинальные композиции Марли, опубликованные Джадом: «Guava Jelly», «Comma Comma», «You Poured Sugar On Me» и последующий хит «Stir It Up». «There Are More Questions Than Answers» был третьим хитом, взятым с альбома.
Нэш также был задействован как композитор в шведском фильме «Vill så gärna tro» (1971), в котором он играл Роберта. Саундтрек к фильму, частично инструментальный регги со струнами, был составлен Бобом Марли и аранжирован Фредом Джорданом.
Jad Records прекратил своё существование в 1971 году, но был возрождён в 1997 году американским специалистом по Марли Роджером Стеффенсом и французским музыкантом и продюсером Bruno Blum для серии из десяти альбомов «Complete Bob Marley & The Wailers 1967—1972», для которой несколько треков Марли и Тоша были сведены или ремикшированы Blum для выпуска.
Самыми большими хитами Нэша были ранние регги (рокстэди) мелодии «Hold Me Tight» (пятый хит в США в 1968 году и Великобритании) и «Stir It Up» (1971), последний написан Бобом Марли до его международного успеха. В Великобритания, его самый большой хит был с песней «Tears on My Pillow», который достиг номер один в чарте в июле 1975 года, и держался там в течение недели.